# Les Hogues
Les Hogues és un municipi francès situat al departament de l'Eure i a la regió de Normandia. L'any 2007 tenia 621 habitants.

## Demografia

### Població
El 2007 la població de fet de Les Hogues era de 621 persones. Hi havia 234 famílies, de les quals 50 eren unipersonals (15 homes vivint sols i 35 dones vivint soles), 84 parelles sense fills, 96 parelles amb fills i 4 famílies monoparentals amb fills.
La població ha evolucionat segons el següent gràfic:
Habitants censats

### Habitatges
El 2007 hi havia 336 habitatges, 248 eren l'habitatge principal de la família, 76 eren segones residències i 13 estaven desocupats. Tots els 336 habitatges eren cases. Dels 248 habitatges principals, 219 estaven ocupats pels seus propietaris, 24 estaven llogats i ocupats pels llogaters i 5 estaven cedits a títol gratuït; 1 tenia una cambra, 19 en tenien dues, 47 en tenien tres, 82 en tenien quatre i 99 en tenien cinc o més. 222 habitatges disposaven pel capbaix d'una plaça de pàrquing. A 98 habitatges hi havia un automòbil i a 130 n'hi havia dos o més.

### Piràmide de població
La piràmide de població per edats i sexe el 2009 era:
| Homes | Edats   | Dones |
| ----- | ------- | ----- |
| 0     | 95 o +  | 0     |
| 0     | 90 a 94 | 0     |
| 0     | 85 a 89 | 0     |
| 4     | 80 a 84 | 0     |
| 8     | 75 a 79 | 12    |
| 8     | 70 a 74 | 24    |
| 16    | 65 a 69 | 24    |
| 8     | 60 a 64 | 12    |
| 16    | 55 a 59 | 12    |
| 36    | 50 a 54 | 24    |
| 20    | 45 a 49 | 20    |
| 36    | 40 a 44 | 24    |
| 16    | 35 a 39 | 20    |
| 8     | 30 a 34 | 20    |
| 24    | 25 a 29 | 20    |
| 20    | 20 a 24 | 12    |
| 20    | 15 a 19 | 20    |
| 16    | 10 a 14 | 24    |
| 16    | 5 a 9   | 24    |
| 4     | 0 a 4   | 12    |

## Economia
El 2007 la població en edat de treballar era de 419 persones, 315 eren actives i 104 eren inactives. De les 315 persones actives 291 estaven ocupades (156 homes i 135 dones) i 23 estaven aturades (6 homes i 17 dones). De les 104 persones inactives 45 estaven jubilades, 31 estaven estudiant i 28 estaven classificades com a «altres inactius».

### Ingressos
El 2009 a Les Hogues hi havia 258 unitats fiscals que integraven 646 persones, la mediana anual d'ingressos fiscals per persona era de 19.342 €.

### Activitats econòmiques
Dels 20 establiments que hi havia el 2007, 3 eren d'empreses de fabricació d'altres productes industrials, 7 d'empreses de construcció, 2 d'empreses de comerç i reparació d'automòbils, 1 d'una empresa de transport, 1 d'una empresa d'hostatgeria i restauració, 1 d'una empresa d'informació i comunicació, 2 d'empreses immobiliàries, 2 d'empreses de serveis i 1 d'una empresa classificada com a «altres activitats de serveis».
Dels 5 establiments de servei als particulars que hi havia el 2009, 1 era un guixaire pintor, 2 fusteries, 1 electricista i 1 empresa de construcció.
L'únic establiment comercial que hi havia el 2009 era una botiga de menys de 120 m².

## Equipaments sanitaris i escolars
El 2009 hi havia una escola elemental integrada dins d'un grup escolar amb les comunes properes formant una escola dispersa.

## Poblacions més properes
El següent diagrama mostra les poblacions més properes.